# Alex Hofmann
Alex Hofmann (ur. 25 maja 1980 w Mindelheim) – motocyklista w klasie MotoGP. Ścigał się na Motocrossie, lecz jako nastolatek przeniósł się do wyścigów szosowych. W 1995 roku pierwszy raz zdobył Mistrzostwo Niemiec klasy 125 cm³, w 1997 roku był drugi w klasyfikacji, w międzyczasie ścigał się z dziką kartą w zawodach międzynarodowych 125 cm³.
W 1998 roku przeniósł się do klasy 250 cm³, gdzie wygrał wszystkie wyścigi i zdobył tytuł Mistrza Europy klasy 250 cm³, w rankingu światowym 250 cm³ pod koniec roku był na miejscu 10. Pomiędzy 1999 a 2001 rokiem jeździł regularnie, lecz nie zdobył żadnego miejsca na podium oraz stracił 8 rund w 2000 roku przez kontuzje.

## MotoGP
Rok 2002 rozpoczął bez stałego kontraktu, lecz kilka razy startował z dziką kartą zastępując kontuzjowanego Garry'ego McCoya z teamu WCM Red Bull oraz Loris Capirossi z teamu Sito Ponsa. W 2003 roku został zaangażowany jako zawodnik testowy w teamie Kawasaki. Startował tylko w dwóch rundach, lecz w obu zdobył punkty. Dzięki temu wraz z Shinyą Nakano całkowicie zastąpił w teamie Garry'ego McCoya oraz Andrew Pitta w roku 2004. Następny rok był dość trudny ze względu na liczne kontuzje (złamana ręka na pokazie w Estoril oraz stopa podczas wyścigu na torze Motegi). Mała liczba zdobytych punktów zadecydowało o tym, że Hofmanna w 2006 roku zastąpił młody zawodnik Randy dePuniet.
W 2006 roku dołączył do satelickiego zespołu D’Antin Pramac Team i jeździł na Ducati z 2006 roku wraz z Jose Luisem Cardoso. Gdy Sete Gibernau, podstawowy zawodnik z teamu Ducati, doznał ciężkiej kontuzji na torze Catalunya, Hofmann zastąpił go w dwóch kolejnych rundach (Assen, Donnington Park). Sezon zakończył na 17. miejscu z 30 punktami.
Zna biegle 4 języki (angielski, francuski, włoski, hiszpański), jest jednym z najwyższych zawodników w stawce MotoGP (1,80 m).